# Padang Laweh (Koto Tujuh)
Padang Laweh is een bestuurslaag in het regentschap Sijunjung van de provincie West-Sumatra, Indonesië. Padang Laweh telt 10.308 inwoners (volkstelling 2010).